# Taillette
Taillette är en kommun i departementet Ardennes i regionen Grand Est (tidigare regionen Champagne-Ardenne) i nordöstra Frankrike. Kommunen ligger  i kantonen Rocroi som ligger i arrondissementet Charleville-Mézières. År 2022 hade Taillette 405 invånare.

## Befolkningsutveckling
Antalet invånare i kommunen Taillette
Referens: INSEE